# 願阿弥
願阿弥（がんあみ、生年不詳 - 文明18年5月13日（1486年6月14日））は室町時代の勧進聖。

## 生涯
越中国の漁師の家に生まれたが、殺生の報いを悟って七条時宗の教団に入り、勧進聖として当時の社会事業に尽くした。
願阿弥は富裕の人々から寄付を募って四条大橋・五条大橋を架け替え、また一文勧進で得た銭を南禅寺仏殿に寄進したことで洛中に名高き勧進聖となっていた。長禄3年(1459年)8月16日には長谷寺の本尊開帳に際して、後花園天皇の勅許の綸旨、及び将軍足利義政はじめ有力守護が加判した奉加帳を興福寺に持参した。
1460年から1461年にかけて、異常気象による凶作と疫病の上に畠山氏の内紛による兵乱により、寛正の大飢饉が起こる。京だけで8万2000人もの餓死者が出て、賀茂川が死骸で埋まる惨状となった。寛正2年(1461年)1月22日、願阿弥は将軍足利義政に飢民救済を訴え、100貫文の奉加銭を得た。願阿弥は洛中都市民からも一紙半銭の勧進を募り、2月から六角堂の南に草葺の収容所を建て、飢民への粟粥施行を行った。また、弟子に命じて足腰の立たぬ者を竹輿で収容所まで運び、餓死者には叢塚・高木を建て供養をし、その名声を高めた。
応仁の乱後、願阿弥は焼失した清水寺の再建に奔走して都鄙の貴賤衆庶に働きかけ、文明16年(1484年)6月27日に清水寺本堂が再建された。寺再建の功労者として名声をあげ、願阿弥の庵室成就院は造営勧進を担う本願職として清水寺内に定着していく。その2年後の文明18年(1486年)5月13日、願阿弥は病没した。

## 関連作品
- NHK大河ドラマ『花の乱』(1994年、演：篠田三郎)